# Русская эмиграция третьей волны
Русская эмиграция третьей волны — название эмигрантов из СССР, уехавших из страны в 1965—1988 годах. Большую их часть составляли евреи и члены их семей. В отличие от эмигрантов «первой волны» и «второй волны», эмигранты «третьей волны» покидали СССР легально, с согласия властей. Дискуссионной является точка отсчёта и конец этого исторического явления. А. В. Скутнев отметил, что начало эмиграции третьей волны положило показательное лишение советского гражданства выехавшего из СССР писателя Валерия Тарсиса в 1966 году. А. Генис считал, что «феномен собственно Третьей волны укладывается в более точный интервал, который я предлагаю ограничить периодом между 1974-м и 1991 годами. Начальную дату можно связать сразу с двумя вехами. Первая — из области международной политики. В 1974 году Конгресс США принял поправку Джексона-Вэника, связывавшую свободу эмиграции с режимом наибольшего благоприятствования в торговле. Успех этого закона привёл к массовому выезду из СССР».

## Еврейская эмиграция

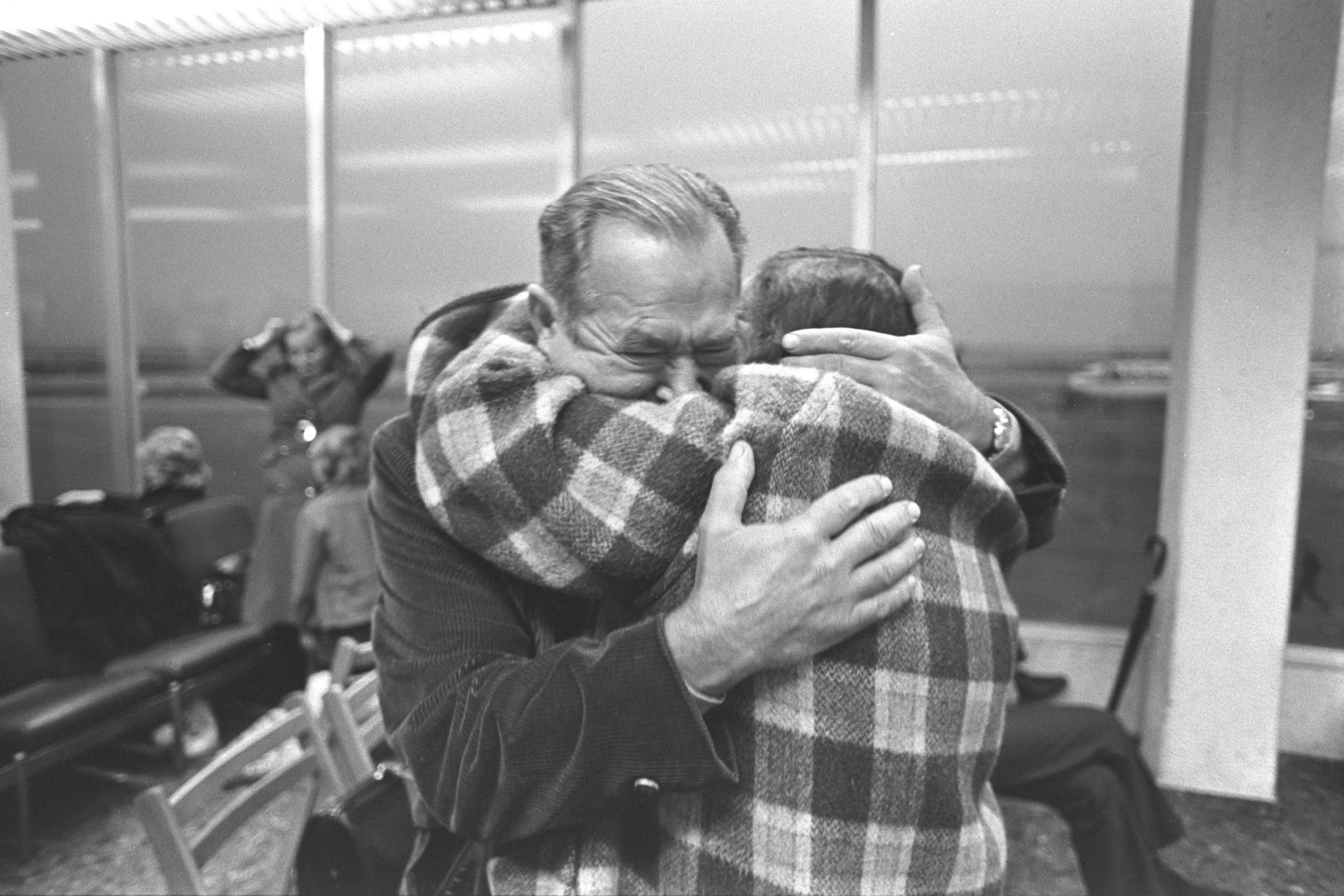
Воссоединение после 20 лет разлуки брата и сестры, эмигрировавшей из СССР в Израиль. 1972

С 1945 по 1955 год, в подмандатную Палестину, а затем в Израиль выехало лишь 500 человек советских граждан (по 50 человек в год). С 1955 по 1965 год в Израиль эмигрировало 4167 советских граждан, в основном преклонного возраста (то есть примерно по 500 в год).
В 1965 году была установлена квота эмиграции евреев из СССР: 1500 человек в год. Не позволялось эмигрировать тем, кто имел детей школьного возраста, был «ценным специалистом», состоял на воинском учёте, а также тем, кто имел доступ к государственной тайне. В феврале 1967 года квота была увеличена до 5000 человек в год, но вскоре Шестидневная война 1967 года прервала эмиграцию в Израиль. Она была возобновлена в июне 1968 года, однако квота была снижена, и лишь в марте 1970 года была повышена до 3000 человек в год. С июня по декабрь 1968 года было принято 1097 ходатайств об эмиграции (разрешений на выезд — 496, отказов — 601). 1969 год: 7907 ходатайств (2316 разрешений, 5591 отказ). С января по ноябрь 1970 года было 3420 ходатайств (753 разрешения, 2667 отказов).
24 февраля 1971 года 24 советских еврея вошли в приёмную председателя Президиума Верховного совета СССР и отказались оттуда выходить, пока не получат разрешения эмигрировать в Израиль. Среди них был известный киносценарист Ефим Драбкин. До этого еврейские активисты несколько раз устраивали подобные демонстрации в других государственных учреждениях — например, в отделах виз и разрешений (ОВИРах), но все такие акции неизменно заканчивались арестами. Однако после данной акции руководство СССР решило облегчить эмиграцию советских евреев в Израиль, чтобы улучшить отношения СССР с США (в США перед посольством СССР постоянно происходили демонстрации евреев, требовавших разрешить советским евреям эмигрировать). Внимание к ограничениям эмиграции также привлёк прошедший в 1970 году судебный процесс по делу группы, которая намеревалась захватить самолёт для бегства из СССР («Ленинградское самолётное дело»).
После этого началась относительно массовая эмиграция: в 1970 году по израильским визам из СССР выехала всего одна тысяча человек, в 1971 году — уже около 13 тысяч, в 1972 году — более 31 тысячи, а в 1973 году — свыше 34 тысяч человек. После этого число разрешений на выезд снизилось, и в 1974 году СССР покинули менее 21 тысячи евреев и членов их семей. В 1975—1977 годы ежегодно эмигрировало ещё меньше — от 13 до 16 тысяч человек. Однако в следующие три года наблюдался новый рост эмиграции, достигший пика в 1979 году — более 51 тысячи выехавших.
Желавшие эмигрировать должны были заплатить при выезде огромную сумму (сравнимую со стоимостью автомобиля) за полученное в СССР высшее образование (через некоторое время под международным давлением это требование отменили). Иногда от уезжавших требовали сдать все записные книжки с телефонными номерами знакомых (чтобы в руки «врага» не попали телефонные номера каких-нибудь засекреченных учёных). В организациях, где работали желавшие эмигрировать, часто устраивались собрания, на которых будущего эмигранта и всю его семью коллеги обличали как изменников. Сочинения покинувших страну учёных, писателей и журналистов изымались из продажи и из библиотек. Все эмигрировавшие по израильским визам с 1967 года автоматически лишались советского гражданства (то есть при выезде не получали советских заграничных паспортов).
Разрешение на эмиграцию практически всегда давалось лишь под предлогом «воссоединения семей», потому требовалось приглашение от родственников, живущих в Израиле. Однако реальность родства власти не проверяли, поэтому массовыми были фиктивные приглашения.

При том, что власти всячески стремились сдерживать эмиграцию, «политически неблагонадёжных» лиц (например, И. Бродского, А. Якобсона), как евреев, так и не евреев, зачастую принуждали эмигрировать под угрозой ареста. Но так как разрешение на выезд практически всегда давалось под предлогом «воссоединения семей», то даже диссидентам, которые евреями не были (например, «Сибирской семёрке» пятидесятников) позволяли эмигрировать, как правило, лишь по израильским визам. В отдельных случаях диссидентам (например, В. Чалидзе, Ж. Медведеву) позволяли временно выехать из СССР, а затем их лишали советского гражданства (или же они сами отказывались возвращаться).

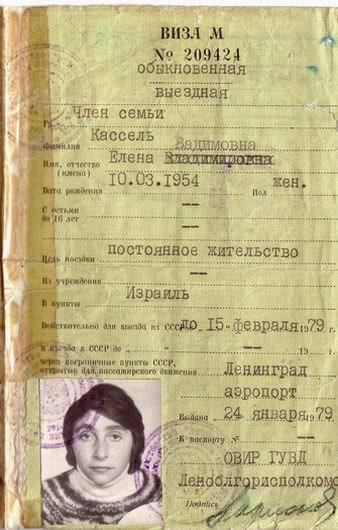
Советская выездная виза второго рода (разрешающая покинуть СССР навсегда)

В направленной в ЦК КПСС 17 января 1973 года записке председателя КГБ СССР Ю. Андропова и министра внутренних дел СССР Н. Щёлокова по итогам 1972 года говорилось:

Принимались меры к выдворению из Советского Союза экстремистов, участвовавших в проведении антиобщественных акций, активно проявлявших националистические и религиозные взгляды.
Отказано в выезде 1380 человекам, которые ранее работали на оборонных предприятиях, были связаны с государственными секретами, имеют важные военные специальности или занимают видное положение среди деятелей науки и культуры.

Поскольку между СССР и Израилем не было прямого авиационного сообщения, эмигранты добирались сначала до Австрии (самолётом или поездом), а уже оттуда вылетали в Израиль. Но многие эмигранты желали попасть не в Израиль, а в США. Им оказывали в этом содействие американские еврейские организации ХИАС и Джойнт. Желавшие эмигрировать в США заявляли об этом в Австрии, после чего направлялись в Италию, где ожидали получения американской визы, а затем вылетали в США, где им предоставляли статус беженцев. Доля не желавших отправляться в Израиль всё время росла: с 1 % в 1971 и 1972 годах, до 4,28 % в 1973 году, 18,09 % — в 1974 году, 35,88 % — в 1975 году, и 47,33 % — в 1976 году. При этом в Израиль стремились попасть менее ассимилированные, религиозные евреи из Прибалтики, Молдавии и Грузии, а в США — более ассимилированные евреи из РСФСР и УССР. Некоторые направлялись не в Израиль или США, а в Канаду или в европейские страны.
В связи с ухудшением отношений между СССР и США после ввода советских войск в Афганистан в декабре 1979 года, на эмиграцию из СССР были вновь наложены жёсткие ограничения. В результате за 1982—1986 годы из СССР выехало менее 7 тысяч евреев и членов их семей.
В целом за 1970—1988 годы из СССР эмигрировали примерно 291 тысяча евреев и членов их семей.

## Эмиграция советских немцев
С 1970-х годов эмигрировать из СССР власти также позволили небольшой части советских немцев. По данным С. Хайтмана, в 1971—1985 годах из СССР в ФРГ эмигрировали 82 600 советских немцев.
Стремление эмигрировать стало достаточно массовым среди советских немцев стало со второй половины 1960-х годов, после того как у них пропала надежда на восстановление автономной республики немцев Поволжья. Но лишь с 1974 года правительство ФРГ стало добиваться разрешения на эмиграцию для советских немцев, которую власти СССР всячески ограничивали.
У советских немцев, так же как и у советских евреев, были активисты движения за эмиграцию. В Эстонии, Латвии, Казахстане и других местах они создали комитеты для коллективных усилий по получению разрешений эмигрировать. 11 февраля 1974 года в Москве у здания ЦК КПСС прошла демонстрация немцев, добивающихся разрешения на выезд, 17 февраля 1974 года прошла аналогичная демонстрация в Таллине. Около 300 немцев Казахстана и Киргизии, которым не позволяли эмигрировать, в конце 1976 года заявили об отказе от гражданства СССР и сдали советские паспорта. Несколько активистов в связи с этим были арестованы по обвинению в нарушении «паспортного режима» и приговорены к лишению свободы на сроки от нескольких месяцев до полутора лет.

## Эмиграция советских армян
В 1970-е годы из СССР эмигрировали также армяне. По данным С. Хайтмана, в 1971—1985 годах из СССР эмигрировали около 40 000 армян. При этом для армян характерной была неофициальная эмиграция (отказ вернуться после разрешённой гостевой поездки к зарубежным родственникам).

## Невозвращенцы и перебежчики
Во времена Холодной войны людей бежавших из Советского Союза или Восточного блока на Запад называли перебежчиками.